# 馬瓜ステファニー
馬瓜 ステファニー（まうり ステファニー、1998年11月25日 - ）は、日本の女子バスケットボール選手である。ポジションはCF。スペインリーグのMovistar estudiantesに所属。181cm、78kg。3x3女子日本代表選手。
実姉である馬瓜エブリンもバスケットボール選手。

## 経歴
愛知県豊橋市で生まれ、東郷町立高嶺小学校、名古屋市立若水中学校に通う。両親はガーナ出身。姉のエブリンが14歳の時に日本代表として国際大会に出場するために、家族で日本国籍を取得した（未成年の馬瓜姉妹だけ帰化することは制度上できず、一家で帰化するしかなかった）。
地元の名門・桜花学園高校では3年時に主将を任され2年ぶりの高校三冠に導いた。
年代別日本代表も経験。
2017年、トヨタ自動車アンテロープスに加入。姉・エブリンもアイシンAWから移籍してチームメイトになった。
2018年、女子日本代表候補に選出され、ジャカルタで開催されたアジア競技大会に出場し、銅メダルを獲得。
2023年、トヨタを退団。スペインリーグのエストゥディアンデスに移籍。

### 3x3
3人制バスケットボール3x3においては、5人制日本代表として出場していた2018年アジア競技大会期間中、3x3女子日本代表に負傷者が出たため急遽チームに加わり、銀メダルを獲得した。これをきっかけに5人制と3人制をかけもちで競技するようになり、同年のU-23 3x3ワールドカップで決勝に進出して銀メダルを獲得。
2019年はFIBA3x3ワールドカップに出場。同年U-23ワールドカップで金メダル獲得。同大会での優勝は男女全カテゴリー通じて日本勢初の世界大会優勝である。
2021年5月、東京オリンピック予選会3位で本大会出場権を獲得し、MVPを受賞。7月、東京オリンピックに出場し、準々決勝まで進出した。全8試合でチーム内最多の48得点を記録（全選手中7位）。

## 人物
日本生まれ日本育ちのため、日本語が母語であるが、両親とは英語で会話していたため一般的な日本人よりは話せる。

## 日本代表歴
- 2013 U-16アジア選手権
- 2014 U-17世界選手権
- 2016 U-18アジア選手権
- 2017 U-19世界選手権
- 2018 アジア競技大会3位
- 2021 FIBAアジアカップ優勝 - 大会1位の1試合平均2.2スティールを記録
- 2022 FIBAワールドカップ2022予選大会 - ベスト5に選出された
- 2023 FIBAアジアカップ準優勝
- 2024 パリオリンピック世界最終予選

3x3
- 2018 アジア競技大会準優勝
- 2018 U-23ワールドカップ準優勝
- 2019 世界選手権
- 2019 U-23ワールドカップ優勝
- 2021 東京オリンピック予選3位（MVP受賞）
- 2021 東京オリンピック5位
- 2022 ワールドカップ13位